# Estación de Contenças
La Estación de Contenças, igualmente conocida como Estación de Contenças - Vila Nova de Tazem, es una plataforma de la línea de Beira Alta, que sirve a la parroquia de Santiago de Cassurrães, en el distrito de Viseu, en Portugal.

## Características

### Localización y accesos
Se encuentra junto a la Avenida de la Estación, en la localidad de Contenças.

### Descripción física
En enero de 2011, presentaba dos vías de circulación, ambas con 431 metros de longitud; las plataformas tenían 257 y 225 metros de extensión, y 45 y 50 centímetros de altura.

## Historia

### Inauguración
La estación se inserta en el tramo entre Pampilhosa y Vilar Formoso de la línea de Beira Alta, que abrió a la explotación, de forma provisional, el 1 de julio de 1882, siendo la línea totalmente inaugurada, entre Figueira da Foz y la frontera con España, por la Compañía de los Caminhos de Ferro Portugueses de Beira Alta, el 3 de agosto del mismo año.

### Siglo XXI
El tráfico ferroviario fue interrumpido en la línea de Beira Alta, entre esta plataforma y Gouveia, en agosto de 2009, debido a un incendio en Contenças de Baixo; la circulación fue restaurada cerca de siete horas después.